# پادشاه زامبی‌ها
پادشاه زامبی‌ها (انگلیسی: King of the Zombies) فیلمی آمریکایی در سبک کمدی ترسناک به کارگردانی ژان یاربرو با بازی دیک پرسل، جون وودبری و مانتان مورلند است که در سال ۱۹۴۱ منتشر شد. در این فیلم در کنار صحنه‌های پرواز، استفاده از شخصیت‌های مضحک و کمدی اسلپ‌استیک در جوار داستانی شامل زامبی‌ها و جاسوسی قرار گرفتند.

## کتابشناسی
- Weaver, Tom. Poverty Row Horrors! Mongram, PRC and Republic Horror Films of the Forties. Jefferson, North Carolina: McFarland & Company, 1993. ISBN 978-0-7864-0798-9.